# Однажды в Трубчевске
«Однажды в Трубчевске» — российский драматический фильм 2019 года режиссёра Ларисы Садиловой. Его показали в разделе «Особый взгляд» на Каннском кинофестивале 2019 года.

## Сюжет
Егор и Анна, оба состоящие в браке, начинают тайно встречаться. Егор работает дальнобойщиком, постоянно находясь в разъездах, а Анна ведёт привычный домашний быт. Их отношения остаются тайной для всех, ведь в небольшом городке Трубчевске всё всегда на виду: слухи распространяются моментально, а осуждение соседей бывает особенно жестоким. Однако однажды их секрет становится раскрывается, и перед героями встаёт неизбежный выбор.
Анна, увлекающаяся вязанием, нередко ездит в Москву, чтобы продавать свои изделия. Егор, в свою очередь, отправляется в длительные рейсы на грузовике. Время их поездок удивительным образом совпадает, но никто из родных и знакомых не догадывается о настоящей причине этих совпадений. Анна всегда сходит с автобуса за чертой города, дожидаясь поворота, где мимо неё проезжает фура Егора. Тот подбирает её, и их тайные встречи продолжаются.
Анна готова отказаться от привычной жизни ради любви к Егору, однако сам Егор не уверен в своём выборе. Колеблясь между долгом перед семьёй и желанием быть с Анной, он всё больше запутывается. Им предстоит сделать нелёгкий выбор: сохранить старую жизнь или рискнуть всем ради запретного счастья.
По итогу они расходятся и остаются со своими родными семьями. Егор со своей семьёй отправляется праздновать День Победы, и на этом фильм заканчивается.

## В ролях
| Актёр            | Роль   |
| ---------------- | ------ |
| Кристина Шнайдер | Анна   |
| Егор Баринов     | Егор   |
| Юрий Киселёв     | Юрий   |
| Мария Семёнова   | Тамара |

## Критика
Фильм в целом получил положительные отзывы. На сайте Критиканство фильм заработал 75 баллов из 100 на основе 11 рецензий. Валерий Кичин из Российской газеты положительно оценил фильм, сказав: «Лариса Садилова сделала фильм, для характеристики которого подходит слово „тёплый“. Не мозговой, не компьютерный, не вымученно придуманный — из земли выросший, живой». Андрей Плахов из газеты Коммерсантъ отметил необычную атмосферу общества в фильме: «Сюжет „любовного четырёхугольника“ не выстрелил бы, если бы не был погружён в квазидокументальную атмосферу общества, внешне слегка модернизированного, с капиталистическим налётом, но по сути патриархального». Лесли Фелперин из американского журнала The Hollywood Reporter высоко оценила фильм, написав в своей рецензии: «Привязанность Садиловой к этим скромным, но всё же уникальным людям ощущается на протяжении всего фильма. Толстой в начале „Анны Карениной“ писал, что все счастливые семьи похожи друг на друга, но каждая несчастная семья уникальна. Этот фильм опровергает это утверждение, показывая, что грань между счастливыми и несчастными, похожими и уникальными довольно размыта».

## Премии и награды
- 2019 — номинация на премию «Особый взгляд» Каннского кинофестиваля.
- 2019 — номинация на премию «Лучший фильм» в Международном кинофестивале в Мельбурне.
- 2019 — номинация на премию «Главный приз за полнометражный фильм» в кинофестивале «Кинотавр».
- 2020 — номинация на премию «Лучшая работа звукорежиссёра» Рустаму Ахадову в кинопремии «Ника».
- 2020 — номинация на премию «Лучший полнометражный фильм» Кинофестиваля в Триесте[7].
- 2020 — приз «За лучшую режиссуру» на XXVIII кинофестивале «Виват кино России!»[8]